# Фароян Омар Едуардович
Омар Едуардович Фароян (нар. 23 червня 1990, Київ) — український футболіст, півзахисник «Динамо-2».

## Біографія
Вихованець київського футболу. Виступав у ДЮФЛ за київські команди «Відрадний» та «Динамо».
З літа 2007 року перебуває в структурі «Динамо» (Київ), проте виступав виключно за молодіжну, другу і третю команди.

### Особисте життя
За деякими даними є онуком відомого російського кримінального авторитета Діда Хасана, а також родичем ще одного кримінального авторитета — Теймураза Фарояна.